# Ar Vro Bagan
Ar Vro Bagan (« le Pays Pagan ») est une troupe de théâtre associative en langue bretonne, crée en 1965, basée à Plouguerneau, dans le Léon (Finistère-Nord), et dirigée par Goulc'han Kervella, auteur et metteur en scène.

## Historique

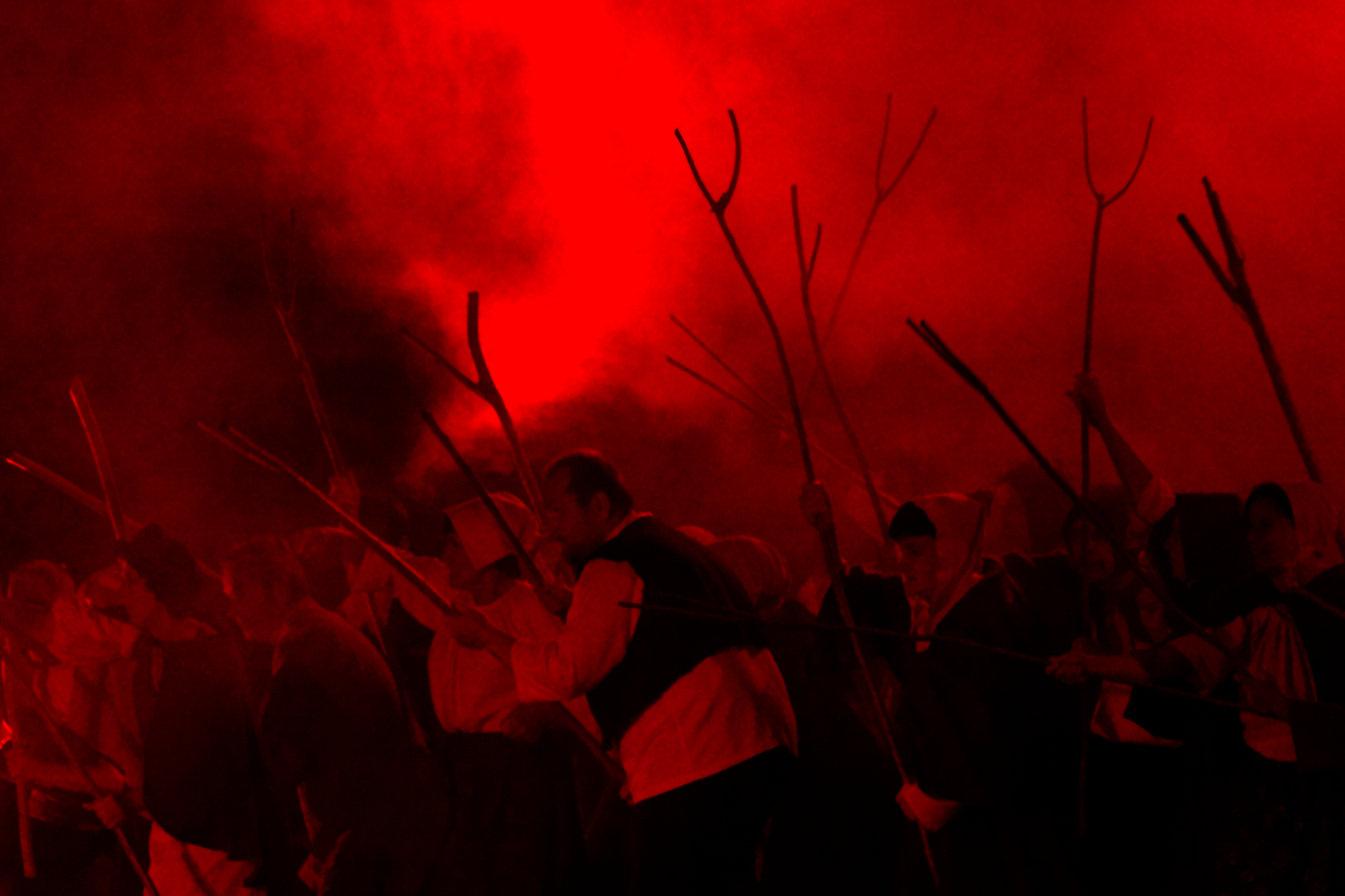
Spectacle sons et lumières au Folgoët

En 1969, période à laquelle la culture bretonne sort de l'ombre avec la popularité de chanteurs tels que Alan Stivell ou Gilles Servat, un groupe de danse traditionnelle du pays pagan ouvre un foyer culturel afin de développer la langue bretonne via des cours, des pièces de théâtre, la rédaction de journaux bilingues sur la vie économique locale et les sujets d'actualité, luttes sociales, problèmes environnementaux ou questions économiques. Quatre ans plus tard, naît la troupe de théâtre, (br)Ar Vro Bagan (Le pays Pagan).
Une partie du répertoire représentant plus de 30 pièces, a été édité en collaboration avec Goulc'han Kervella, soit par l'association, soit par des éditeurs locaux impliqués dans la défense de la langue bretonne, tels que Skol Vreizh, Brud Nevez-Emgleo Breiz, Al Lanv. Le répertoire de la troupe est vaste. Il comporte aussi bien des adaptations d'auteurs (Xavier Grall, Jakez Riou, Per-Jakez Hélias), des créations événementielles (hommage à Glenmor) que des spectacles pour enfants ou des grands spectacles comportant jusqu'à 200 acteurs et figurants. La troupe alterne dans sa programmation créations récentes et reprises de spectacles des années précédentes.

## Principales créations
- Meurlarjez (Roparz Hemon), 1976
- Ma c'helljen-me kanañ laouen 1977
- Buhez Mikaël an Nobletz 1978
- Nominoe-oe (Jakez Riou), 1980

- Spontus Circus 1982
- Kernevez City 1983
- Ar Baganiz (Tangi Malmanche), 1984
- Yann-Vari Perrot 1986[4]
- Ys la maudite 1987
- Kenavo my love 1988
- Liberta 1989

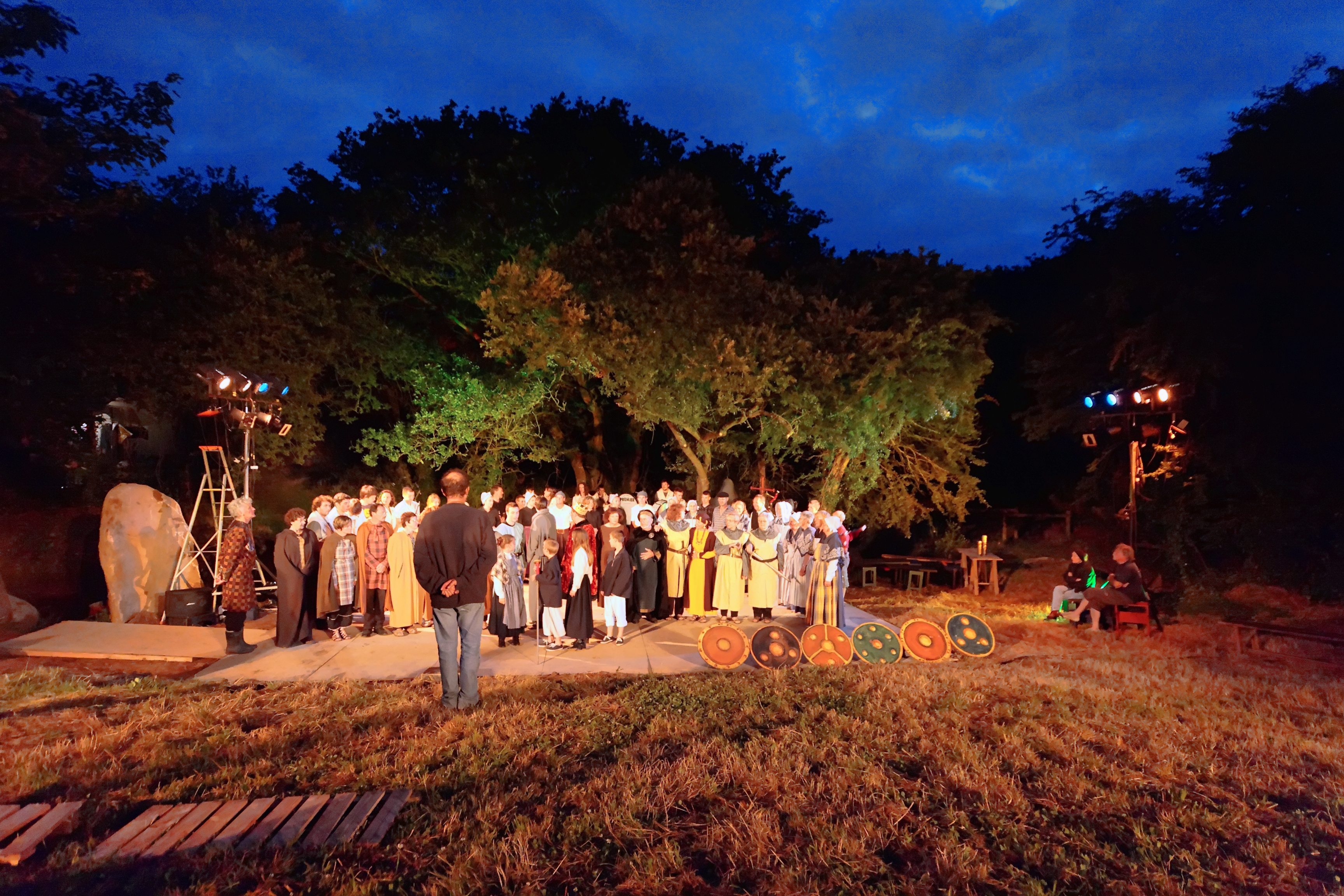
Répétition à Saint-Gildas, 2009

- Cantique à Melilla (Xavier Grall), 1989
- Les nuits de Kerjean 1990
- La Passion celtique - Ar Basion Vras (1991) avec l'Ensemble choral du Bout du Monde - Prix régional de la création[5]
- An Arar hag ar Stered, de l'auteur irlandais  Seán O'Casey 1992
- Ys la maudite (br)doare nevez, 1993

- Et à la fin était le Bang 1993
- Tristan et Iseut 1994
- Ar Roue Marc'h 1994
- Amoko II 1995
- Ar mestr (Naig Rozmor), 1996

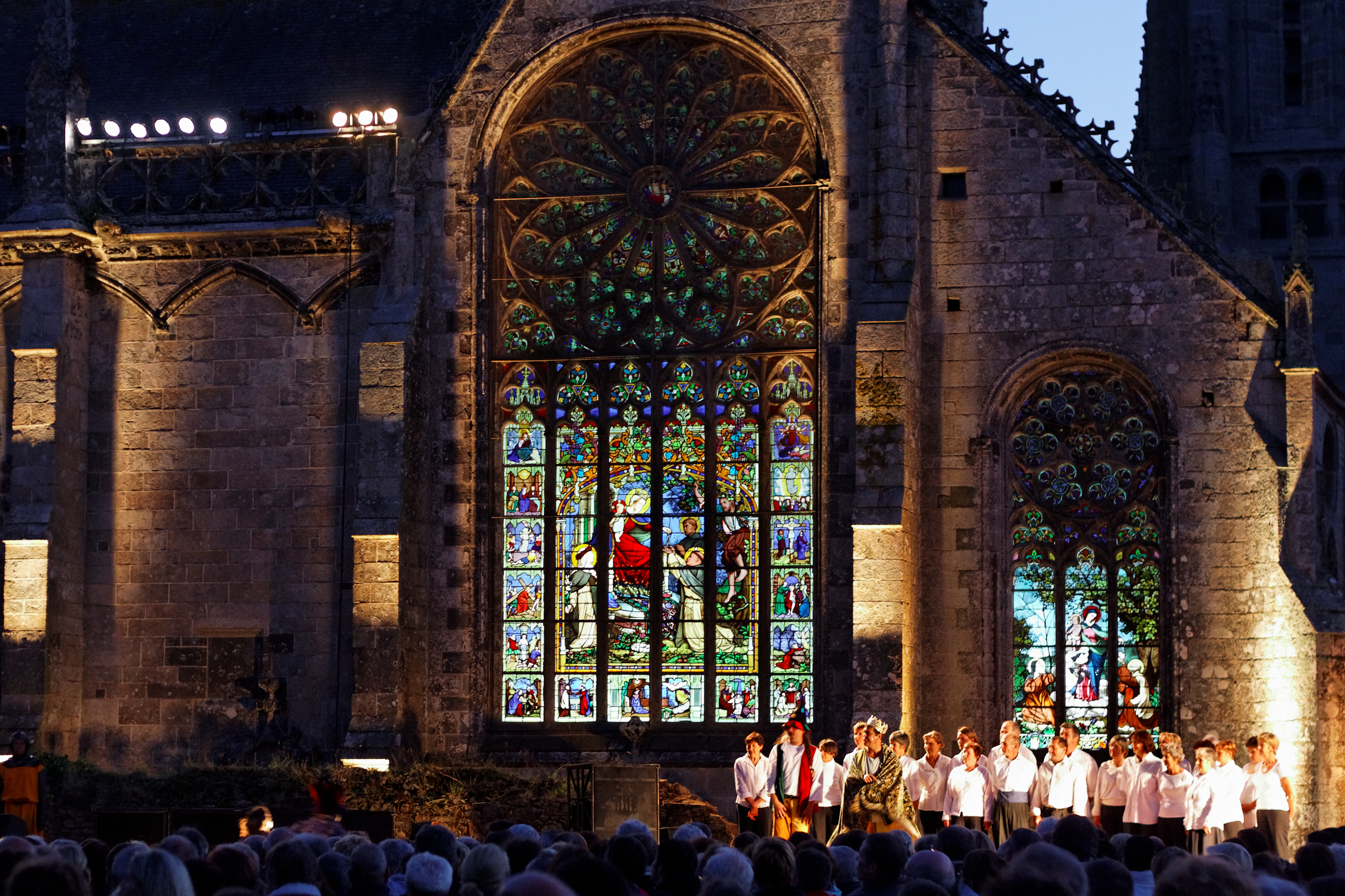
Folgoët 2010

- Le Grand Valet - Mével ar Gosker (Per-Jakez Hélias) 2000[6]
- Johniged an Hilda 2002
- Breizh Aktu 2003
- Gwerz ar Vezhinerien 2005
- Fest ar pimoc'h 2006
- Perles de banquiers 2007[7]
- Les Pirates du Chien Jaune - Bag an Ankou 2008
- Les mystères de la Nativité - Gwerz Nedeleg 2009[8]
- Armorica Breiz ; spectacle son et lumière sur les origines de la Bretagne, depuis la perte de l’indépendance jusqu’au premier royaume de Bretagne, 2011
- La grande ville - Ar gêr vras 2011[9]
- Bretagne Terre d'exil… Bretagne Terre d'Asile ? - Divroa 2012[10]
- Les Bonnets Rouges - Ar Bonedou Ruz 2017[11]

### Vidéos
- Botoù-koad dre-dan, documentaire de Soazig Daniellou, diffusé sur France 3 Bretagne, 2017, 52 min. [voir en ligne]